# Ryuthela secundaria
Ryuthela secundaria är en spindelart som beskrevs av Ono 1997. Ryuthela secundaria ingår i släktet Ryuthela och familjen ledspindlar. Inga underarter finns listade i Catalogue of Life.